# Deep Junior
Junior y Deep Junior es un programa de ajedrez publicado por Amir Ban y Shay Bushinsky, ambos de nacionalidad israelí. El Gran Maestro Boris Alterman colaboró con la realización del libro de aperturas.
Deep Junior está especializado para funcionar correctamente en multiprocesadores SMP. Que le permite mejorar el rendimiento de análisis aprovechando los recursos del procesador de dos núcleos.

## Deep Junior y su juego
Junior tiene su técnicas especiales de análisis, en la cual su lenguaje heurístico, busca principalmente cual posibilidad de obtener ventaja dinámica sobre su oponente aun considerando sacrificio de material.
Algunos consideran que es la versión comercial de Deep Blue, aunque esta fama se dio para fines de mercadear el programa, son completamente diferentes, en vista que Junior utiliza sus recursos de análisis en movimientos más selectivos. Deep Blue es puro cálculo bruto.
Deep Junior 10 para multiprocesadores, trae un artículo especial, el cual viene consigo una versión del programa Deep Blue que derrotó a Gari Kaspárov en 1997. 
En cuanto a fuerza de juego, Deep Junior es inferior a Deep Blue, pudiendo calcular 200 o 300 millones de combinaciones por segundo en contra de las 150 o 250 de Deep Blue, aunque Deep Junior es más selectivo en sus movimientos.
Una de las novedades de Deep Junior respecto a los demás programas de ajedrez es su manera de realizar los movimientos, es un programa más dinámico y propenso a hacer sacrificios, a fin de obtener ventajas posicionales, en vez de basarse tanto en el material. También puede usar el llamado "Opponent modeling", un sistema que permite a Deep Junior de vez en cuando no hacer, en teoría, la supuesta mejor jugada, pero que permite jugar más hacia las debilidades del adversario.
Junior al igual que Fritz son unas de las franquicias mejor vendidas por Chessbase al igual que Shredder, hasta el momento Deep Junior y su homólogo Junior han obtenido en tres ocasiones el Campeonato Mundial de Computadoras de Ajedrez, en la primera década del siglo XXI. Prácticamente alternando su corona cada dos años.

## Deep Junior y sus Duelos importantes
Tanto los programadores de Junior y Fritz orientaron sus programas, en tener duelos con los mejores jugadores de ajedrez, de la elite mundial, como Vladímir Krámnik y Gari Kaspárov.
En la lista de la SSDF  Junior 6 es el primer programa en romper la barrera de los 2700, apareciendo con un ELO de 2706, en una computadora de 128MB K6-2 450 MHz 
El 26 de enero del 2003, Kaspárov se enfrentó contra Deep Junior, al final el resultado quedó empatado con marcador de 3-3, Kaspárov ganó la primera partida y perdió la tercera.
Uno de sus grandes logros fue derrotar a su enemigo de franquicia de Chessbase Deep Fritz en el 2007 con un resultado de 4-2, con dos victorias consecutivas en al tercera y cuarta ronda; un Deep Fritz sin poder derrotarlo una vez.

## Junior y Deep Junior en la actualidad
Junior ha ganado el campeonato en el 2002 y Deep Junior ha ganado el World Computer Chess Championship en 2004 y 2006. 
El circuito Mundial de Microprocesadores de ajedrez en 1997 y el 2001. 
Actualmente ante la aparición de Rybka 2.2 y sus versiones posteriores y otros motores de mucha fuerza ajedrecística como Houdini, han desplazado a Deep Junior de la corona mundial. Desde el 2007, Rybka se mantiene como uno de los motores de ajedrez más fuertes, siendo Houdini el motor de ajedrez reconocido como el más potente de la actualidad, prácticamente invencible para jugadores humanos titulados.
Deep Junior 10 pudo derrotar a Rybka en el torneo escocés de computadoras, celebrado en octubre demostrando que Rybka no es del todo imbatible. http://rybkaforum.net/cgi-bin/rybkaforum/topic_show.pl?tid=2510. 
- Actualmente ocupa el puesto décimo primero en la lista de índice de audiencia de la SSDF con 2980.

Deep Junior, pese a conseguir el campeonato mundial, es un programa más orientado a combatir contra jugadores humanos, y en buscar y descubrir nuevos recursos en el juego ciencia, su condición de buscar un juego dinámico pese al sacrificio de material es una de sus características principales, actualmente se espera al mercado el Deep Junior 11, para mantener dentro del ciclo competitivo de las computadoras y con nuevas herramientas de aprendizaje como hizo Chessbase con Fritz 11.